# Georg Christoph Schmidt
Georg Christoph Schmidt (geb. 1740 in Gattenhofen bei Rothenburg ob der Tauber; gest. 29. Juli 1811 in Jena) war ein deutscher Kupferstecher und Hofmechanikus in Weimar.

## Leben
Schmidt war an der Universität Jena tätig und baute dort naturwissenschaftliche Geräte. Schmidt hielt an der Universität wohl auch Vorlesungen. Auch baute er für Goethe selbst derartige Geräte. Goethe’s Interessen galten auch der Elektrizität. Goethe selbst besaß eine von Schmidt gebaute Scheibenelektrisiermaschine. Er kam dazu über die Beschreibung einer Elektrisir-Maschine und deren Gebrauch, das 1773 erschienen war. Dabei handelt es sich um einen elektrostatischen Generator. An Kupferstichen sind u. a. Gelehrtenporträts bzw. sonstiger Persönlichkeiten von ihm überliefert wie u. a. zu Justus Lipsius (1557–1607) von 1777 bzw. von Johann August von Hellfeld nach Gemälden und Zeichnungen von anderer Hand. Die von Georg Melchior Kraus gezeichneten und von Schmidt gestochenen Porträts erschienen im Teutschen Merkur. Der Herausgeber dieser Zeitschrift war Christoph Martin Wieland.

## Werke
- Georg Christoph Schmidt: Beschreibung einer Universal=Maschine zum Abzeichnen nach der Natur : Mit zwo Kupfer-Tafeln, Berlin-Stralsund 1778.
- Beschreibung einer Elektrisir-Maschine und deren Gebrauch : Nebst zwo Kupfer-Tafeln, Berlin-Stralsund 1778.